# Jean Renaudie
Jean Renaudie (n. el 8 de junio de 1925 en La Meyze, f. el 13 de octubre de 1981 en Ivry-sur-Seine) es un arquitecto y urbanista francés. Estudió en la École nationale supérieure des beaux-arts. Entre sus maestros se encuentran Auguste Perret y Marcel Lods. El brutalismo guio algunas de sus obras. En los años 1970 participó junto a Renée Gailhoustet en la renovación de la ciudad de Ivry. El centro comercial Jeanne-Hachette proyectó su trabajo internacionalmente. También realizó proyectos en Givors y Villetaneuse. En 1978 recibió el Gran Premio Nacional de Arquitectura del Ministerio francés de cultura.